# Laurence Olivier

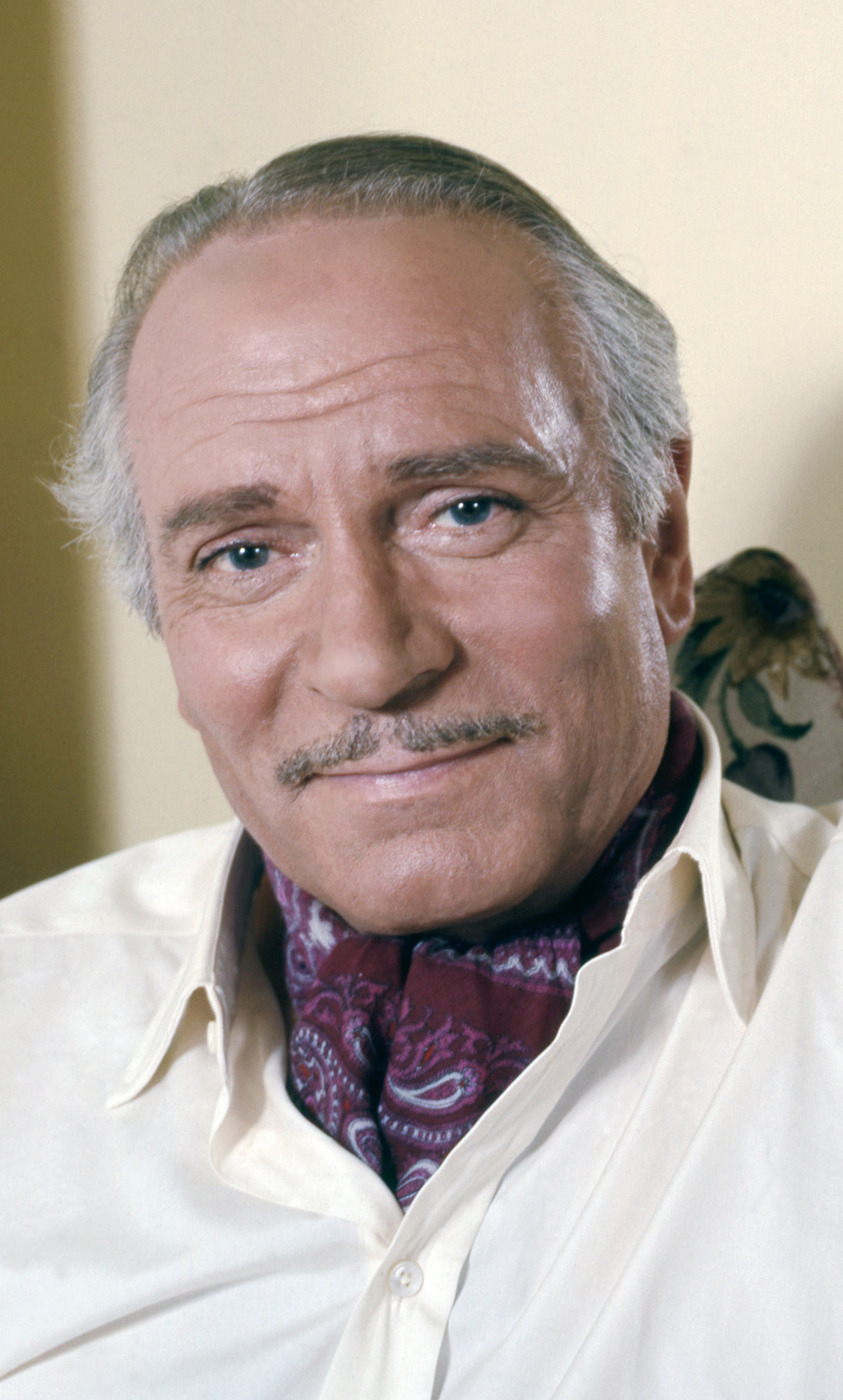
Laurence Olivier im Kostüm des Andrew Wyke im Film Mord mit kleinen Fehlern (1972); Fotografie von Allan Warren

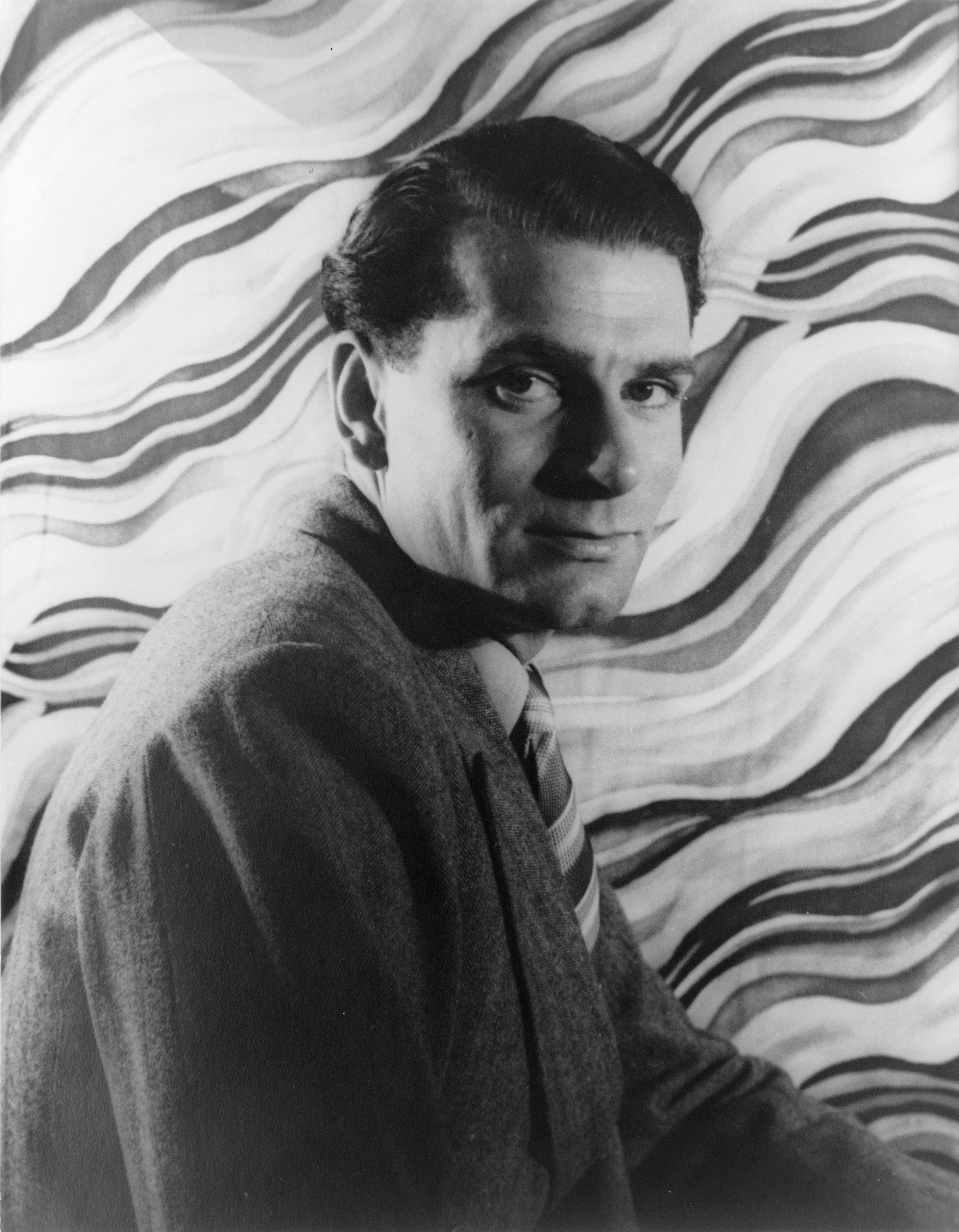
Laurence Olivier (1939); Fotografie von Carl van Vechten aus der Van Vechten Collection der Library of Congress

Laurence Kerr Olivier, Baron Olivier, OM (* 22. Mai 1907 als Laurence Kerr Olivier in Dorking, Surrey, England; † 11. Juli 1989 in Steyning, West Sussex, England), war ein britischer Schauspieler, Regisseur, Produzent und Theaterleiter. Der vierfache Oscar-Preisträger wird als einer der größten englischsprachigen Bühnen- und Filmdarsteller des 20. Jahrhunderts angesehen.

## Karriere
Laurence Olivier wurde als jüngstes von drei Kindern des anglikanischen Pfarrers Gerard Kerr Olivier (1869–1939) und seiner Frau Agnes Louise (1871–1920) geboren. Der streng religiös erzogene Junge besuchte die St. Edwards School in Oxford. Als er 17 Jahre alt war, entschied sein Vater, dass er eine Schauspielschule besuchen solle. 1926 trat er der Birmingham Repertory Company bei, bei der er mit der Zeit anspruchsvollere Rollen spielen konnte. 1930 heiratete er die Schauspielerin Jill Esmond. Im selben Jahr drehte er seinen ersten Film, The Temporary Widow, nach dem Theaterstück Hokuspokus von Curt Goetz. Schon bald erarbeitete er sich einen Ruf als exzellenter Darsteller, vor allem in Shakespeare-Stücken. Den endgültigen Durchbruch zum Theaterstar brachte ihm Romeo und Julia im Jahre 1935. Der Autor Charles Bennett schrieb über Oliviers Leistungen in Shakespeare-Stücken, dass seine Sprache so natürlich wirke, als ob er seine Sätze gerade erst denken würde.
Laurence Olivier begann Ende der 1930er-Jahre eine Affäre mit der damals noch unbekannten Vivien Leigh. Nachdem sie ebenfalls berühmt geworden war, drehte er mehrere Filme mit ihr (darunter als Lord Nelson in Lord Nelsons letzte Liebe) und heiratete sie im August 1940. Seine Darstellung des hasserfüllten Liebhabers Heathcliff im Film Wuthering Heights (1939) nach Emily Brontës gleichnamigem Roman brachte Olivier seine erste Oscar-Nominierung ein. Durch Wuthering Heights wurde er auch in Hollywood schlagartig bekannt und war dort in der Folge meist in aufwendigen Filmen in „typisch britischen“ Rollen zu sehen. Weitere anspruchsvolle Liebhaberrollen in Literaturverfilmungen, darunter als aufbrausender Maxim de Winter in Alfred Hitchcocks Hollywood-Debüt Rebecca und als eitler Mr. Darcy in Robert Z. Leonards Stolz und Vorurteil, folgten. Olivier war bis zu seinem Lebensende einer der bekanntesten britischen Filmstars und wirkte in zahlreichen Filmklassikern mit.

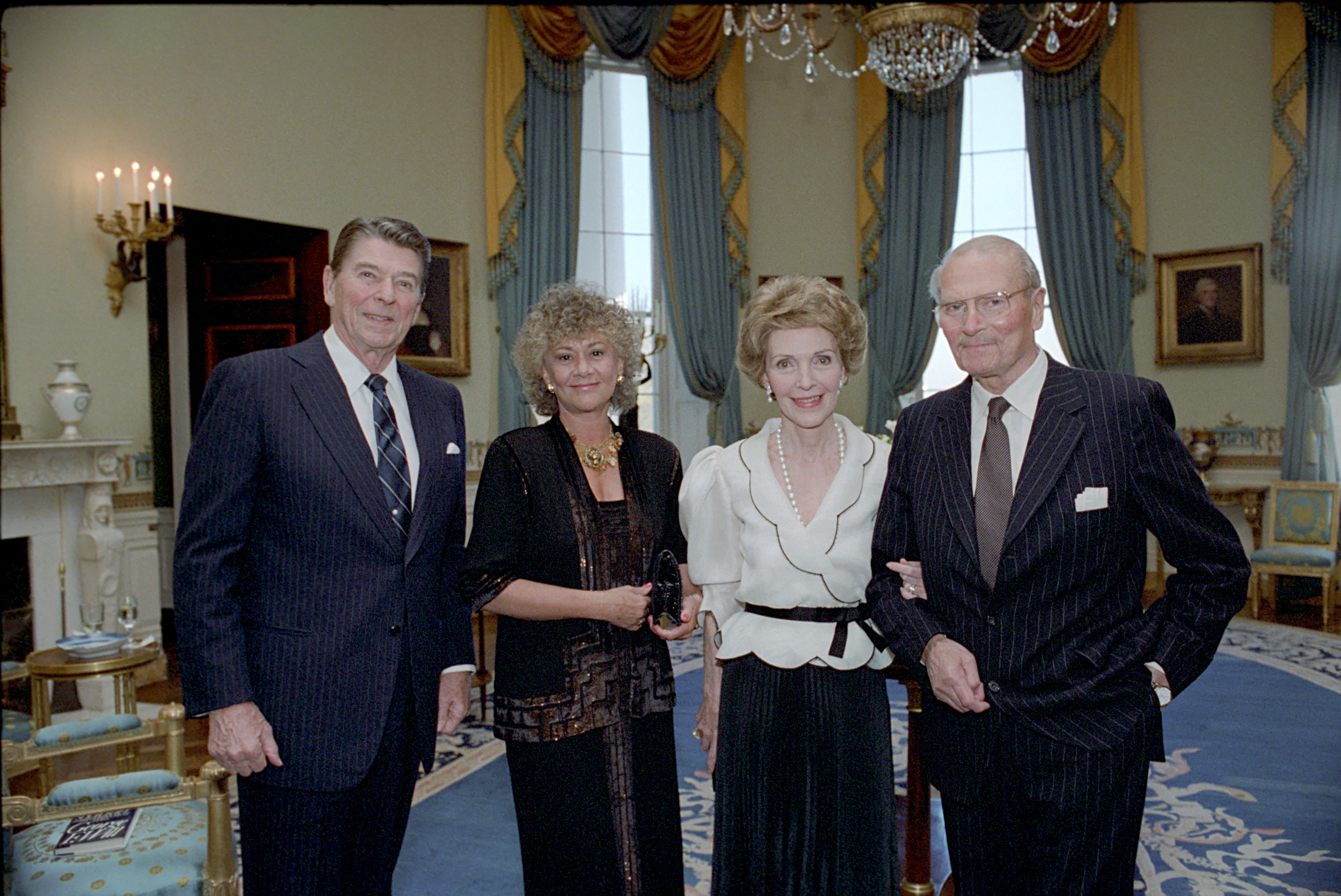
Olivier und Joan Plowright mit Ronald und Nancy Reagan

Nach Beginn des Zweiten Weltkrieges ließ sich Olivier zum Piloten ausbilden, er kam aber nie zum Einsatz. 1944 war er Mitbegründer der neuen Old Vic Company, mit der er fünf erfolgreiche Spielzeiten am Old Vic Theatre absolvierte. So reüssierte er als Richard III.; als ein darstellerischer Höhepunkt wurde auch seine Verkörperung von Sophokles’ Ödipus und die des Mister Puff in Sheridans Komödie Der Kritiker an einem Theaterabend angesehen. Seine Liebe für Shakespeares Dramen brachte er als Schauspieler und Regisseur auch durch einige Filme zum Ausdruck, bei denen er zum Teil auch als Produzent fungierte: 1944 drehte er seinen ersten Shakespeare-Film, Heinrich V., es folgten die Verfilmungen Hamlet 1948 und Richard III. 1955. In allen diesen Filmen spielte er jeweils auch die Titelrolle und erhielt exzellente Kritiken.
Die Bühnenproduktion von Othello 1964 war 1965 auch als Film ein weiterer Erfolg. Olivier war einer der Mitbegründer des National Theatre und längere Zeit dessen Intendant. Ab 1967 litt er zunehmend unter gesundheitlichen Problemen, unter anderem erkrankte er an Dermatomyositis. Als Filmregisseur trat er mit Drei Schwestern nach Tschechow 1970 das letzte Mal in Erscheinung; seinen letzten Bühnenauftritt erlebte er im März 1974 als John Tagg in Trevor Griffiths’ The Party. Bis 1985 wirkte er in Filmen von unterschiedlicher Qualität mit, zumeist jedoch nur mehr in kürzeren Auftritten, da die Versicherungen ob seiner abnehmenden Gesundheit das Risiko einer größeren Rolle nicht mehr akzeptieren wollten. Oliviers deutscher Stammsprecher war Wilhelm Borchert, der zuweilen von Siegmar Schneider, Friedrich Schoenfelder und Siegfried Schürenberg vertreten wurde. Fünfzehn Jahre nach seinem Tod wurden für den Film Sky Captain and the World of Tomorrow alte Aufnahmen von ihm digitalisiert, die für die Rolle des Doktor Totenkopf Verwendung fanden.
Während seiner langen Karriere war er insgesamt 11-mal für einen Oscar nominiert. 1947 wurde er zum Ritter (Knight Bachelor) geschlagen und am 5. März 1971 zum Life Peer als Baron Olivier, of Brighton in the County of Sussex, erhoben. Trotz all dieser Erfolge und auch nach seiner Erhebung in den Adelsstand bestand er darauf, schlicht als „Larry“ angesprochen zu werden. Nach ihm ist der alljährlich vergebene Laurence Olivier Award für Theater- und Musicalproduktionen im Londoner West End benannt.
Mit dem Baronstitel war ein Sitz im House of Lords verbunden, in das er am 24. März 1971 formell eingeführt wurde. Im Hansard ist keine Parlamentsrede von ihm verzeichnet.

## Privatleben
Olivier war von 1930 bis 1940 in erster Ehe mit der Schauspielerin Jill Esmond verheiratet. Mit ihr hatte er einen Sohn namens Tarquin (Regisseur).
Schon 1938 begann er jedoch eine Beziehung mit der Schauspielerin Vivien Leigh, die seinetwegen ihren Ehemann verließ und ihn 1940 heiratete. Die Ehe hielt offiziell bis 1960.
In dritter Ehe war er ab 1961 mit der Schauspielerin Joan Plowright verheiratet, die er 1958 während der Dreharbeiten zu Der Komödiant kennengelernt hatte, in dem er die Titelrolle verkörperte und sie als seine Tochter auftrat. Miteinander hatten sie drei Kinder: Richard (Regisseur), Tamsin und Julie-Kate Olivier (beide Schauspielerinnen).
Laurence Olivier starb im Alter von 82 Jahren in seinem Haus an Nierenversagen. Nach der Einäscherung wurde seine Urne in der Poets’ Corner der Londoner Westminster Abbey beigesetzt – eine Ehre, die nur sehr wenigen Schauspielern zuteilwurde.

## Filmografie

### Als Schauspieler
- 1930: Too Many Crooks (Kurzfilm)
- 1930: The Temporary Widow (engl. Vers. des dt. Films Hokuspokus)
- 1931: Friends and Lovers
- 1931: The Yellow Ticket
- 1931: Potiphar's Wife
- 1932: Westward Passage
- 1933: Perfect Understanding
- 1933: No Funny Business
- 1935: Moscow Nights
- 1936: Wie es Euch gefällt (As You Like It)
- 1936: The Conquest of the Air (Conquest of the Air)
- 1937: Feuer über England (Fire Over England)
- 1938: Besuch zur Nacht (The Divorce of Lady X)
- 1939: Testflug QE 97 (Q Planes)
- 1939: Sturmhöhe (Wuthering Heights)
- 1940: 21 Days
- 1940: Rebecca
- 1940: Stolz und Vorurteil (Pride and Prejudice)
- 1941: Lord Nelsons letzte Liebe (That Hamilton Woman)
- 1941: 49th Parallel
- 1943: The Demi-Paradise
- 1944: Heinrich V. (Henry V)
- 1948: Hamlet
- 1951: Der wunderbare Flimmerkasten (The Magic Box)
- 1952: Carrie
- 1953: Die Bettleroper (The Beggar’s Opera)
- 1955: Richard III.
- 1957: Der Prinz und die Tänzerin (The Prince and the Showgirl)
- 1958: ITV Play of the Week (Fernsehserie, Folge John Gabriel Borkman)
- 1959: Der Teufelsschüler (The Devil’s Disciple)
- 1959: The Moon and Sixpence (Fernsehfilm)
- 1960: Der Komödiant (The Entertainer)
- 1960: Spartacus
- 1961: Die Kraft und die Herrlichkeit (The Power and the Glory, Fernsehfilm)
- 1962: Spiel mit dem Schicksal (Term of Trial)
- 1963: Uncle Vanya
- 1965: Bunny Lake ist verschwunden (Bunny Lake Is Missing)
- 1965: Othello
- 1966: Khartoum
- 1967: NET Playhouse (Fernsehserie, Folge Uncle Vanya)
- 1967: Onkel Wanja (Uncle Vanya, Fernsehfilm)
- 1968: Romeo und Julia (Romeo and Juliet, Sprechrolle)
- 1968: In den Schuhen des Fischers (The Shoes of the Fisherman)
- 1969: Lauter Lügen (Male of the Species, Fernsehfilm)
- 1969: Oh! What a Lovely War
- 1969: The Dance of Death
- 1969: Luftschlacht um England (Battle of Britain)
- 1969–1973: ITV Saturday Night Theatre (ITV Sunday Night Theatre, Fernsehserie, 4 Folgen)
- 1970: David Copperfield (Fernsehfilm)
- 1970: Three Sisters
- 1971: Nikolaus und Alexandra (Nicholas and Alexandra)
- 1972: Die große Liebe der Lady Caroline (Lady Caroline Lamb)
- 1972: Mord mit kleinen Fehlern (Sleuth)
- 1973: The Merchant of Venice (Fernsehfilm)
- 1975: Liebe in der Dämmerung (Love Among the Ruins, Fernsehfilm)
- 1976: Great Performances (Fernsehserie, eine Folge)
- 1976: Der Marathon-Mann (Marathon Man)
- 1976: Kein Koks für Sherlock Holmes (The Seven-Per-Cent Solution)
- 1976: Die Katze auf dem heißen Blechdach (Cat on a Hot Tin Roof, Fernsehfilm)
- 1977: Jesus von Nazareth (Jesus of Nazareth, Miniserie, 2 Folgen)
- 1977: Die Brücke von Arnheim (A Bridge Too Far)
- 1977: Come Back, Little Sheba (Fernsehfilm)
- 1978: Saturday Sunday Monday (Fernsehfilm)
- 1978: Daphne Laureola (Fernsehfilm)
- 1978: Der Clan (The Betsy)
- 1978: The Boys from Brazil
- 1979: Ich liebe dich – I Love You – Je t’aime (A Little Romance)
- 1979: Dracula
- 1980: Der Jazz-Sänger (The Jazz Singer)
- 1981: Inchon
- 1981: Kampf der Titanen (Clash of the Titans)
- 1981: Wiedersehen mit Brideshead (Brideshead Revisited, Miniserie, 2 Folgen)
- 1982: A Voyage Round My Father (Fernsehfilm)
- 1983: King Lear (Fernsehfilm)
- 1983: Mr. Halpern and Mr. Johnson (Fernsehfilm)
- 1983: Agenten sterben zweimal (The Jigsaw Man)
- 1983: Wagner – Das Leben und Werk Richard Wagners (Wagner, Miniserie, 5 Folgen)
- 1984: Mord nach Plan (A Talent for Murder, Fernsehfilm)
- 1984: Die Bounty (The Bounty)
- 1984: Die letzten Tage von Pompeji (The Last Days of Pompeii, Miniserie, 3 Folgen)
- 1984: The Ebony Tower (Fernsehfilm)
- 1985: Wildgänse 2 (Wild Geese II)
- 1986: Peter der Große (Peter the Great, Miniserie, 4 Folgen)
- 1986: Lost Empires (Miniserie, Folge 1x01)
- 1989: War Requiem
- 2004: Sky Captain and the World of Tomorrow (posthum)

### Hinter der Kamera
- 1944: Heinrich V. (Henry V) – auch Regisseur und Produzent
- 1948: Hamlet – auch Regisseur und Produzent
- 1953: Die Bettleroper (The Beggar’s Opera) – auch Produzent
- 1955: Richard III. – auch Regisseur und Produzent
- 1957: Der Prinz und die Tänzerin (The Prince and the Showgirl) – auch Regisseur und Produzent
- 1967: Onkel Wanja (Uncle Vanya, Fernsehfilm) – auch als Regisseur und Produzent
- 1970: Three Sisters – auch als Regisseur
- 1976: The Collection (Fernsehfilm) – als Produzent
- 1976: Die Katze auf dem heißen Blechdach (Cat on a Hot Tin Roof, Fernsehfilm) – auch als Produzent
- 1976: Moral 1912 (Hindle Wakes, Fernsehfilm) – als Regisseur
- 1977: Come Back, Little Sheba (Fernsehfilm) – auch als Produzent
- 1978: Saturday Sunday Monday (Fernsehfilm) – auch als Produzent
- 1978: Daphne Laureola (Fernsehfilm) – auch als Produzent

## Auszeichnungen und Ehrungen
Oscar
- Auszeichnungen

1947: Ehrenpreis für „seine herausragende Leistung als Schauspieler, Produzent und Regisseur in der Kino-Adaption Heinrich V.“
1949: Bester Hauptdarsteller für Hamlet
1949: Bester Film für Hamlet
1979: Ehrenpreis für „seine ausfüllende Arbeit, die einzigartigen Leistungen seiner ganzen Karriere und seinen Beitrag zur Kunstform des Films als Lebenswerk“
- Nominierungen

1940: Bester Hauptdarsteller für Sturmhöhe
1941: Bester Hauptdarsteller für Rebecca
1947: Bester Hauptdarsteller für Heinrich V.
1949: Beste Regie für Hamlet
1957: Bester Hauptdarsteller für Richard III.
1961: Bester Hauptdarsteller für Der Komödiant
1966: Bester Hauptdarsteller für Othello
1973: Bester Hauptdarsteller für Mord mit kleinen Fehlern
1977: Bester Nebendarsteller für Der Marathon-Mann
1979: Bester Hauptdarsteller für The Boys from Brazil
British Academy Film Award
- Auszeichnungen

1956: Bester britischer Darsteller für Richard III.
1970: Bester Nebendarsteller für Oh! What a Lovely War
1976: Academy Fellowship
- Nominierungen

1953: Bester britischer Darsteller für Carrie
1958: Bester britischer Darsteller für Der Prinz und die Tänzerin
1960: Bester britischer Darsteller für Der Teufelsschüler
1961: Bester britischer Darsteller für Der Komödiant
1963: Bester britischer Darsteller für Term of Trial
1974: Bester Hauptdarsteller für Mord mit kleinen Fehlern
1974: Bester Fernsehschauspieler für Eines langen Tages Reise in die Nacht
1983: Bester Fernsehschauspieler für A Voyage Round My Father
David di Donatello
1957: Beste ausländische Produktion für Richard III.
1973: Bester ausländischer Schauspieler für Mord mit kleinen Fehlern
Emmy
- Auszeichnungen

1960: Herausragende Einzeldarbietung eines Darstellers – Haupt- oder Nebenrolle für The Moon and the Sixpence
1973: Herausragende Einzeldarbietung eines Hauptdarstellers für Eines langen Tages Reise in die Nacht
1975: Herausragender Hauptdarsteller in einem Special – Drama oder Komödie für Liebe in der Dämmerung
1982: Herausragender Nebendarsteller in einer limitierten Serie oder einem Special für Great Performances: Brideshead Revisited
1984: Herausragender Hauptdarsteller in einer limitierten Serie oder einem Special für König Lear
- Nominierungen

1968: Herausragende dramatische Sendung für Onkel Wanja
1970: Herausragende Einzeldarbietung eines Hauptdarstellers für David Copperfield
1974: Bester Hauptdarsteller in einem Drama für Der Kaufmann von Venedig
1987: Herausragender Nebendarsteller in einer Miniserie oder einem Special für Lost Empires
Golden Globe Award
- Auszeichnungen

1949: Bester Hauptdarsteller für Hamlet
1977: Bester Nebendarsteller für Der Marathon-Mann
1983: Cecil B. deMille Award für sein Lebenswerk
- Nominierungen

1961: Bester Hauptdarsteller – Drama für Spartacus
1973: Bester Hauptdarsteller – Drama für Mord mit kleinen Fehlern
1980: Bester Nebendarsteller für Ich liebe dich – I love you – Je t’aime
National Board of Review
1946: Bester Hauptdarsteller für Heinrich V.
1978: Bester Hauptdarsteller für The Boys from Brazil
New York Film Critics Circle Award
1946: Bester Film für Heinrich V. (Platz 3)
1946: Beste Regie für Heinrich V. (Platz 2)
1946: Bester Hauptdarsteller für Heinrich V.
1948: Beste Regie für Hamlet (Platz 2)
1948: Bester Hauptdarsteller für Hamlet
1960: Bester Hauptdarsteller für Der Komödiant (Platz 3)
1972: Bester Hauptdarsteller für Mord mit kleinen Fehlern
Weitere Auszeichnungen
1948: Goldener Löwe der Filmfestspiele von Venedig für Hamlet
1949: Bodil in der Kategorie Bester europäischer Film für Hamlet
1949: Kinema-Jumpō-Preis in der Kategorie Bester fremdsprachiger Film für Heinrich V.
1950: Italienischer Filmkritikerpreis der Filmfestspiele von Venedig für Hamlet
1950: Nastro d’Argento des Italienischen Nationalverbands der Filmjournalisten in der Kategorie Bester Regisseur eines ausländischen Films für Heinrich V.
1956: Internationaler Preis der Berlinale für Richard III.
1957: Jussi in der Kategorie Bester ausländischer Schauspieler für Richard III.
1960: Darstellerpreis des Internationalen Filmfestivals Karlovy Vary für Der Komödiant
1966: Sonning-Preis der Universität Kopenhagen
1971: Mitglied der American Academy of Arts and Sciences
1979: Saturn-Award-Nominierung in der Kategorie Bester Hauptdarsteller für The Boys from Brazil
1983: Film Society of Lincoln Center Gala Tribute
1984: CableACE Award in der Kategorie Schauspieler in einer dramatischen- oder Theatersendung für Mr. Halpern und Mr. Johnson
1985: Banff Television Festival Award of Excellence
1988: Internationaler Antonio-Feltrinelli-Preis
- Das American Film Institute wählte ihn auf Platz 14 in der Liste der 25 größten männlichen Filmlegenden aller Zeiten.
- Ein Stern auf dem Hollywood Walk of Fame trägt seinen Namen bei der Adresse 6321 Hollywood Blvd.
- Sein Grab liegt im Poets’ Corner in der Westminsterabtei in London; er ist – nach David Garrick – bisher der zweite Bühnenschauspieler, dem diese Ehrung zuteilwurde.
- Der nach ihm benannte Laurence Olivier Award gilt als renommiertester Theaterpreis Großbritanniens.

Negativpreise
Goldene Himbeere
1981: Schlechtester Nebendarsteller für Der Jazz-Sänger
1983: Schlechtester Schauspieler für Inchon
Denkmal
- Die Londoner Laurence-Olivier-Statue wurde 2007 enthüllt.